# Hồ chứa nước Zegrze
Hồ chứa nước Zegrze (hoặc Hồ Zegrze, trong tiếng Ba Lan chính thức là Jezioro Zegrzyńskie, không chính thức là Zalew Zegrzyński) là một hồ chứa nước nhân tạo nằm ngay phía bắc Warszawa, trên hạ lưu sông Narew ở Ba Lan. Hồ chứa nước này được hình thành từ một con đập xây cất vào năm 1963 với tổ hợp thủy điện sản xuất 20 Megawatt điện. Tổng diện tích khoảng 33 km². Cái tên này bắt nguồn từ ngôi làng Zegrze gần đó, nơi có Cung điện Radziwiłł (Pałac Zegrzyński) lịch sử được dòng họ quý tộc Krasiński xây dựng vào năm 1847.